# Seeon-Seebruck
Seeon-Seebruck település Németországban, azon belül Bajorországban. Lakosainak száma 4594 fő (2023. december 31.). Seeon-Seebruck Eggstätt és Chiemsee községekkel határos.

## Népesség
A település népessége az elmúlt években az alábbi módon változott:
| Lakosok száma | 733  | 3426 | 4468 | 4428 | 4452 | 4575 | 4591 | 4519 | 4575 | 4594 |
|               | 1975 | 1987 | 2012 | 2013 | 2014 | 2016 | 2017 | 2019 | 2022 | 2023 |